# اچ‌ام‌اس فورفار (۱۹۱۸)
اچ‌ام‌اس فورفار (۱۹۱۸) (به انگلیسی: HMS Forfar (1918)) یک کشتی بود که طول آن ۲۳۱ فوت (۷۰ متر) بود. این کشتی در سال ۱۹۱۸ ساخته شد.